# Amauriopsis
Amauriopsis là một chi thực vật có hoa trong họ Cúc (Asteraceae).

## Loài
Chi Amauriopsis gồm các loài: